# Germano d'Auxerre
Germano d'Auxerre (Auxerre, 378 circa – Ravenna, 31 luglio 448) è stato un vescovo franco ed è venerato come santo dalla Chiesa cattolica.
Nacque in una famiglia di ricchi proprietari terrieri, figlio di Rustico e Germanilla.

## Biografia
Studiò le arti liberali e il diritto a Roma. Rientrato in patria, divenne governatore della provincia lionese cui apparteneva Auxerre. Fu vescovo di Auxerre dal 418 al 448 dopo il vescovo sant'Amatore, il quale secondo la leggenda lo avrebbe designato contro la sua volontà. Accettò la carica spogliandosi di tutte le sue proprietà che distribuì ai poveri. Durante il suo episcopato lottò contro il Pelagianesimo in collaborazione con il suo amico Ilario, vescovo di Arles. Ha contrastato l'eresia soprattutto nella Bretagna, dove ha avuto numerosi discepoli. Festeggiato il 31 luglio, fu sepolto ad Auxerre, nel posto dove ora si erge l'abbazia che porta il suo nome.
STORIA 
San Germano in viaggio da Milano a Como, passando per Niguarda fece visita al nobile Leporio gravemente malato. Guarito dopo questa visita, Leporio avrebbe fatto costruire una chiesa  intitolata al Santo, probabilmente all'altezza dell'attuale via Ornato 41 prima del ponte sul Seveso (ora incrocio tra via Ornato e via Achillini). 
Della chiesa, si hanno ancora notizie in uno scritto del XVII sec. dall'allora parroco di Niguarda, don P.Paolo Perego, che riporta lo stato di abbandono della chiesa, trascurata dagli ultimi proprietari e vittima delle continue esondazioni del Seveso.
Oltre alle distruzioni causate dalle piene del Seveso, Niguarda deve subire anche le devastazioni degli eserciti di passaggio lungo la strada che porta a nord attraverso Desio, così nel 1510 viene saccheggiata e incendiata insieme ai paesi dei dintorni, come Affori, Bresso e Cinisello, dai mercenari svizzeri della Lega Santa di ritorno dall'assedio (fallito) di Milano. 

## Il culto

### Patronati
San Germano d'Auxerre è protettore dei bambini ed è invocato contro le malattie dell'infanzia.
È patrono di alcune località, tra le quali i seguenti comuni italiani:
- Senna Lodigiana (LO)
- San Germano Vercellese (VC)
- Alagna (PV)
- Tollegno (BI)
- San Germano Chisone (To)
- Podenzano (PC)
- Saint-Germain (AO)
- Vigalfo di Albuzzano (PV)
- Sillavengo (NO)